# Curt Eisner
Pour les articles homonymes, voir Eisner.
Jacobus Curt Eisner est un entomologiste allemand, né le 28 avril 1890 à Zabrze et mort le 30 décembre 1981 à La Haye.
C’est un spécialiste des lépidoptères et spécialement des Parnassiinae. Ses collections d’Ornithoptera et de Morphinae sont exposées au musée d'histoire naturelle de Berlin et ses Parnassiinae au musée Naturalis de Leyde.

## Liste partielle des publications
- Parnassiana nova, XII. Kritische Revision der Gattung Parnassius. (Fortsetzung 8). Zoöl. Meded. Leiden 35 (4): 33—49.(1957)
- Parnassiana nova, XV. Kritische Revision der Gattung Parnassius. (Fortsetzung 10). Zoöl. Meded. Leiden 35: 177—203.(1957)
- Parnassiana nova, XXXIII. Nachträgliche Betrachtungen zu der Revision der Subfamilia Parnassiinae. (Fortsetzung 6). Zoöl. Meded. Leiden 38 (17): 281—294, Taf. XXI—XXII.(1963)
- Parnassiana nova XLIX. Die Arten und Unterarten der Baroniidae, Teinopalpidae und Parnassiidae (Lepidoptera). Zool. Verhand. Leiden 135: 1—96.(1974)

## Nécrologie
- [PDF] Nécrologie de Felix Bryk

## Source
- Traduction de l'article de langue anglaise de Wikipédia (version du 17 avril 2007).